# Liste der Baudenkmale in Kneitlingen
In der Liste der Baudenkmale in Kneitlingen sind die Baudenkmale der niedersächsischen Gemeinde Kneitlingen und ihrer Ortsteile aufgelistet. Der Stand der Liste ist der 10. Februar 2021. Die Quelle der Baudenkmale ist der Denkmalatlas Niedersachsen.

## Allgemein
In den Spalten befinden sich folgende Informationen:
- Lage: die Adresse des Baudenkmales und die geographischen Koordinaten. Kartenansicht, um Koordinaten zu setzen. In der Kartenansicht sind Baudenkmale ohne Koordinaten mit einem roten Marker dargestellt und können in der Karte gesetzt werden. Baudenkmale ohne Bild sind mit einem blauen Marker gekennzeichnet, Baudenkmale mit Bild mit einem grünen Marker.
- Bezeichnung: Bezeichnung des Baudenkmales
- Beschreibung: die Beschreibung des Baudenkmales. Unter § 3 Abs. 2 NDSchG werden Einzeldenkmale und unter § 3 Abs. 3 NDSchG Gruppen baulicher Anlagen und deren Bestandteile ausgewiesen.
- ID: die Objekt-ID des Baudenkmales
- Bild: ein Bild des Baudenkmales, ggf. zusätzlich mit einem Link zu weiteren Fotos des Baudenkmals im Medienarchiv Wikimedia Commons. Wenn man auf das Kamerasymbol klickt, können Fotos zu Baudenkmalen aus dieser Liste hochgeladen werden:

## Kneitlingen

### Gruppe: Hofanlage Ringstraße 9–11
Die Gruppe „Hofanlage Ringstraße 9-11“ hat die ID 33967520.

| Lage                                         | Bezeichnung        | Beschreibung | ID       | Bild |
| -------------------------------------------- | ------------------ | ------------ | -------- | ---- |
| Ringstraße 9 52° 10′ 28″ N, 10° 45′ 40″ O    | Hofanlage          |              | 34096750 | BW   |
| Ringstraße 9-11 52° 10′ 29″ N, 10° 45′ 39″ O | Wirtschaftsgebäude |              | 34096970 | BW   |
| Ringstraße 9-11 52° 10′ 28″ N, 10° 45′ 39″ O | Wohnhaus           |              | 34096949 | BW   |
| Ringstraße 9-11 52° 10′ 28″ N, 10° 45′ 43″ O | Wohnhaus           |              | 34097012 | BW   |
| Ringstraße 9-11 52° 10′ 29″ N, 10° 45′ 41″ O | Wirtschaftsgebäude |              | 34096991 | BW   |

### Gruppe: Kirchhof Kneitlingen
Die Gruppe „Kirchhof Kneitlingen“ hat die ID 33967520.

| Lage                                       | Bezeichnung | Beschreibung                   | ID       | Bild |
| ------------------------------------------ | ----------- | ------------------------------ | -------- | ---- |
| Kirchstraße 3 52° 10′ 31″ N, 10° 45′ 46″ O | Kirche      | St.-Nicolai-Kirche Kneitlingen | 34096449 |      |
| Kirchstraße 3 52° 10′ 30″ N, 10° 45′ 48″ O | Kirchhof    |                                | 34096473 | BW   |

### Gruppe: Hofanlage Sackstraße 4
Die Gruppe „Hofanlage Sackstraße 4“ hat die ID 33968787.

| Lage                                      | Bezeichnung   | Beschreibung | ID       | Bild |
| ----------------------------------------- | ------------- | ------------ | -------- | ---- |
| Sackstraße 4 52° 10′ 31″ N, 10° 45′ 43″ O | Wohnhaus      |              | 34096771 | BW   |
| Sackstraße 4 52° 10′ 31″ N, 10° 45′ 43″ O | Stall         |              | 34096850 | BW   |
| Sackstraße 4 52° 10′ 31″ N, 10° 45′ 44″ O | Scheune/Stall |              | 34096799 | BW   |
| Sackstraße 4 52° 10′ 30″ N, 10° 45′ 43″ O | Scheune       |              | 34096825 | BW   |

### Gruppe: Eulenspiegelhof Kirchstr. 2
Die Gruppe „Eulenspiegelhof Kirchstr. 2“ hat die ID 33967552.

| Lage                                       | Bezeichnung | Beschreibung | ID       | Bild |
| ------------------------------------------ | ----------- | ------------ | -------- | ---- |
| Kirchstraße 2 52° 10′ 32″ N, 10° 45′ 45″ O | Wohnhaus    |              | 34096565 | BW   |
| Kirchstraße 2 52° 10′ 32″ N, 10° 45′ 46″ O | Scheune     |              | 34096541 | BW   |
| Kirchstraße 2 52° 10′ 32″ N, 10° 45′ 48″ O | Anbau       |              | 34096587 | BW   |
| Kirchstraße 2 52° 10′ 31″ N, 10° 45′ 46″ O | Wohnhaus    |              | 4096517  | BW   |

### Gruppe: Hofanlage Ringstraße 6
Die Gruppe „Hofanlage Ringstraße 6“ hat die ID 33967568.

| Lage                                      | Bezeichnung  | Beschreibung | ID       | Bild |
| ----------------------------------------- | ------------ | ------------ | -------- | ---- |
| Ringstraße 6 52° 10′ 25″ N, 10° 45′ 42″ O | Wohnhaus     |              | 34096724 |      |
| Ringstraße 6 52° 10′ 25″ N, 10° 45′ 42″ O | Stall        |              | 34096654 | BW   |
| Ringstraße 6 52° 10′ 24″ N, 10° 45′ 43″ O | Scheune      |              | 34096677 | BW   |
| Ringstraße 6 52° 10′ 24″ N, 10° 45′ 42″ O | Nebengebäude |              | 34096702 | BW   |
| Ringstraße 6 52° 10′ 25″ N, 10° 45′ 41″ O | Hinterhaus   |              | 34096897 | BW   |

### Einzelbaudenkmale
| Lage                                       | Bezeichnung    | Beschreibung | ID       | Bild |
| ------------------------------------------ | -------------- | ------------ | -------- | ---- |
| Kirchstraße 3 52° 10′ 31″ N, 10° 45′ 46″ O | Kriegerdenkmal |              | 34096495 | BW   |

## Ampleben

### Gruppe: Gut Ampleben
Die Gruppe „Gut Ampleben“ hat die ID 33967601.

| Lage                                     | Bezeichnung | Beschreibung | ID       | Bild |
| ---------------------------------------- | ----------- | ------------ | -------- | ---- |
| Elmstraße 1 52° 10′ 37″ N, 10° 44′ 43″ O | Herrenhaus  |              | 34095738 | BW   |
| Elmstraße 1 52° 10′ 37″ N, 10° 44′ 37″ O | Park        |              | 34095855 | BW   |
| Elmstraße 1 52° 10′ 39″ N, 10° 44′ 41″ O | Stall       |              | 34095829 | BW   |
| Elmstraße 1 52° 10′ 39″ N, 10° 44′ 43″ O | Wohnhaus    |              | 34095798 | BW   |
| Elmstraße 1 52° 10′ 39″ N, 10° 44′ 44″ O | Scheune     |              | 34095769 | BW   |

### Gruppe: Kirchhof Ampleben
Die Gruppe „Kirchhof Ampleben“ hat die ID 33967584.

| Lage                                       | Bezeichnung | Beschreibung        | ID       | Bild |
| ------------------------------------------ | ----------- | ------------------- | -------- | ---- |
| An der Schule 52° 10′ 41″ N, 10° 44′ 54″ O | Kirche      | Dorfkirche Ampleben | 34095667 |      |
| An der Schule 52° 10′ 41″ N, 10° 44′ 54″ O | Kirchhof    |                     | 34095691 | BW   |

### Einzelbaudenkmale
| Lage                                         | Bezeichnung | Beschreibung    | ID       | Bild |
| -------------------------------------------- | ----------- | --------------- | -------- | ---- |
| Murrgasse 3 52° 10′ 43″ N, 10° 44′ 51″ O     | Wohnhaus    | Ehem. Pfarrhaus | 34095955 | BW   |
| L 625, km 19,585 52° 10′ 5″ N, 10° 43′ 59″ O | Steinkreuz  |                 | 34095980 | BW   |

## Eilum

### Gruppe: Kirchhof Eilum
Die Gruppe „Kirchhof Eilum“ hat die ID 33967618.

| Lage                                           | Bezeichnung | Beschreibung | ID       | Bild |
| ---------------------------------------------- | ----------- | ------------ | -------- | ---- |
| Eilumer Dorfstraße 52° 9′ 47″ N, 10° 43′ 37″ O | Kirche      |              | 34096311 | BW   |
| Eilumer Dorfstraße 52° 9′ 47″ N, 10° 43′ 37″ O | Kirchhof    |              | 34096356 | BW   |

### Einzelbaudenkmale
| Lage                                             | Bezeichnung | Beschreibung | ID       | Bild |
| ------------------------------------------------ | ----------- | ------------ | -------- | ---- |
| Eilumer Dorfstraße 8 52° 9′ 48″ N, 10° 43′ 32″ O | Wohnhaus    |              | 34096400 | BW   |
| Presseweg 1 52° 9′ 43″ N, 10° 43′ 43″ O          | Wohnhaus    |              | 34096424 | BW   |

## Bansleben

### Gruppe: Altenauübergang Kuckucksmühle
Die Gruppe „Altenauübergang Kuckucksmühle“ hat die ID 33967669.

| Lage                                            | Bezeichnung | Beschreibung | ID       | Bild |
| ----------------------------------------------- | ----------- | ------------ | -------- | ---- |
| Zur Kuckucksmühle 1 52° 8′ 47″ N, 10° 44′ 30″ O | Mühle       |              | 34096286 | BW   |
| Zur Kuckucksmühle 1 52° 8′ 47″ N, 10° 44′ 26″ O | Brücke      |              | 34096263 | BW   |

### Gruppe: Kirchhof Bansleben
Die Gruppe „Kirchhof Bansleben“ hat die ID 33967635.

| Lage                                       | Bezeichnung | Beschreibung | ID       | Bild |
| ------------------------------------------ | ----------- | ------------ | -------- | ---- |
| Wiesenfeldweg 1 52° 9′ 6″ N, 10° 44′ 28″ O | Kirche      |              | 34096191 | BW   |
| Wiesenfeldweg 1 52° 9′ 7″ N, 10° 44′ 26″ O | Kirchhof    |              | 34096215 | BW   |

### Gruppe: Hofanlage Banslebenring 36
Die Gruppe „Hofanlage Banslebenring 36“ hat die ID 33967652.

| Lage                                        | Bezeichnung | Beschreibung | ID       | Bild |
| ------------------------------------------- | ----------- | ------------ | -------- | ---- |
| Banslebenring 36 52° 9′ 4″ N, 10° 44′ 43″ O | Wohnhaus    |              | 34096072 | BW   |
| Banslebenring 36 52° 9′ 3″ N, 10° 44′ 44″ O | Scheune     |              | 34096101 | BW   |
| Banslebenring 36 52° 9′ 3″ N, 10° 44′ 43″ O | Park        |              | 34096123 | BW   |
| Banslebenring 36 52° 9′ 4″ N, 10° 44′ 40″ O | Brücke      |              | 34096145 | BW   |
| Banslebenring 36 52° 9′ 4″ N, 10° 44′ 42″ O | Wohnhaus    |              | 34096047 | BW   |

### Einzelbaudenkmale
| Lage                                               | Bezeichnung | Beschreibung | ID       | Bild |
| -------------------------------------------------- | ----------- | ------------ | -------- | ---- |
| Wolfenbütteler Straße 1 52° 9′ 9″ N, 10° 44′ 42″ O | Wohnhaus    |              | 34096237 | BW   |